# جوهان أورب
جوهان أورب هو عارض وممثل إستوني وأمريكي، ولد في 24 يناير 1977 في إستونيا.

## أعمال

### أفلام
- (2001) زولاندر[4]
- (2007) 1408[5]
- (2009) 2012[6][7][8]
- (2011) قليلا من الجنة
- (2012)  الجزاء[9]
- (2016)  الفصل الأخير[10][11][12]

### مسلسلات
- ميامي

## وصلات خارجية
- جوهان أورب على موقع IMDb (الإنجليزية)
- جوهان أورب على موقع ألو سيني (الفرنسية)
- جوهان أورب على موقع أول موفي (الإنجليزية)
- جوهان أورب على موقع قاعدة بيانات الأفلام السويدية (السويدية)
- جوهان أورب على موقع قاعدة بيانات الفيلم (الإنجليزية)
- جوهان أورب على موقع كينوبويسك (الروسية)